# Serenata n.º 5 (Mozart)

Retrato de familia: Maria Anna ("Nannerl") Mozart, su hermano Wolfgang, su madre Anna Maria (medallón) y su padre, Leopold Mozart

La Serenata n.º 5 en re mayor, K. 204/213a, fue escrita el 5 de agosto de 1775 por Wolfgang Amadeus Mozart para unas ceremonias en la Universidad de Salzburgo.
La obra es muy similar a la Serenata n.º 4 (KV 203) compuesta el verano anterior para Salzburgo.

## Instrumentación
La serenata está escrita para dos oboes (doblando a las flautas), fagotes, dos trompas, dos trompetas y cuerdas. 

## Estructura
Consta de siete movimientos:
1. Allegro assai, 4
4.
2. Andante moderato, en la mayor, 3
4.
3. Allegro, en la mayor, 2
2.
4. Menuetto y Trio, 3/4.
5. Andante, en sol mayor, 2
4.
6. Menuetto y Trio, 3/4.
7. Andantino grazioso, 2/4 — Allegro, 3
8.

La Marcha en re mayor, KV 215/213b, fue empleada como introducción o final de esta obra.
El segundo, tercer y cuarto movimientos se caracterizan por el destacado solo de violín, que forma una especie de concierto para violín de tres movimientos dentro de la serenata. Probablemente, la parte de violín solo fuese interpretada por el propio Mozart.
Como muchas de sus serenatas orquestales, se puede apreciar una suerte de sinfonía integrada por distintos movimientos dentro de la serenata. La "Sinfonía de serenata" de esta obra estaría formada por el primer, quinto, sexto y séptimo movimientos.